# 許世瑛
許世瑛（1910年9月29日—1972年11月23日），字詩英，台灣中國文學研究者，許壽裳的大兒子，魯迅、周作人、陳寅恪的學生，北京清華大學中國文學系本科、國學研究院畢業。

## 生平
許在北京工作時跟從周作人先生，1930年考入清華化學系，後轉國文系，受過周先生的耳提面命，是他的『直系弟子』」，畢業後繼續在清華中文研究所攻讀碩士，1936年畢業。
1946年到台灣工作，直到心臟病在台北去世。
著有《中國目錄學史》、《中國文法講話》、《常用虛字用法淺釋》、《論語二十篇句法研究》等專書，單篇論文身后結為3卷本《許世瑛先生論文集》。
許壽裳《亡友魯迅印象記》裡寫到請魯迅做大兒子第1位老師的情形：「吾越鄉風，兒子上學，必定替他挑選一位品學兼優的做開蒙先生，給他認方塊字，把筆寫字，並在教本面上替他寫姓名，希望他能夠得到這位老師品學的熏陶和傳授。一九一四年，我的長兒世瑛年五歲，我便替他買了《文字蒙求》，敦請魯迅做開蒙先生。魯迅只給他認識二個方塊字：一個是「天」字，一個是「人」字，和在書面上寫的「許世瑛」三個字。我們想一想，這天人兩個字的含義實在廣大得很，舉凡一切現象（自然和人文），一切道德（天道和人道）都包括無遺了。」
許壽裳同1本書還提到兒子在北京清華大學中國文學系讀書時，請教魯迅先生（先生是老師的意思）應該看些什麼書，魯迅便開示了1張書單，這就是收在《集外集拾遺》的開給許世瑛的書單。
在北京工作時與周作人先生（先生是老師的意思）時相過從，選過周作人2學分近代散文的洪炎秋1967年7月發表的我所認識的周作人1文寫到「在台灣要找為周作人先生寫介紹文章的人，在我心目中，有鄭騫教授和許世瑛教授，都比我更夠格。鄭兄出身燕京，許兄出身清華，都是國文系的正統學生，同受過周先生的耳提面命，可以說是他的『直系弟子』」「後來鄭、許兩兄和我都在大學教書，大家也都時常到八道灣的苦雨齋去請教。周先生也和當時幾位名教授一樣，星期天的早上，一定把客廳開放，來者不拒，誰都可以到那裡去聊天，鄭、許兩兄，幾乎每週必到，我則偶然去走走而已，所以他們兩位對周先生的了解，比我深得多。」。
陳寅恪病逝后，台灣出版的紀念集《談陳寅恪》裡收錄了許世瑛寫的敬悼陳寅恪老師。

## 著作
- 從失明前後談起,《各說各話 第三集》, p.291